# Пресіденсья-Роке-Саенс-Пенья
Пресіде́нсья-Ро́ке-Са́енс-Пе́нья (ісп. Presidencia Roque Sáenz Peña), також відоме як Саенс-Пенья — друге за кількістю населення місто в провінції Чако, Аргентина. Розташоване в 170 км на північний захід від столиці провінції — Ресістенсії, на головній залізничній та автомобільній трасі через північну Аргентину до Сальти. Населення за переписом 2010 року складає 96 тис. мешканців.
Місто було засновано 1912 року та розвивалося як комерційний та індустріальний центр навколишнього сільсько-господарського району Великих рівнин Чако..

## Українська складова
В містечку наявна українська спільнота, згромаджена в філію Українського товариства «Просвіта». В 2019 р. вона відкрила центр соціальної активності.